# Dieter Kalt (hockey sur glace, 1974)
Pour les articles homonymes, voir Kalt.
Dieter Kalt (né le 26 juin 1974 à Klagenfurt en Autriche) est un joueur professionnel de hockey sur glace jouant comme ailier gauche. Il est le fils de Dieter Kalt Sr. (en).

## Carrière de joueur
Il porta les couleurs du EC Klagenfurt AC de 1990 à 1996, remportant le titre de champion d'Autriche en 1991, puis celles de l'Adler Mannheim avec qui il remporta le titre de champion d'Allemagne en 1997 et 1998.
Il joua ensuite une saison en Amérique du Nord avec les Ice Dogs de Long Beach de la Ligue internationale de hockey puis un an avec les Kölner Haie de la DEL. En 2002, il est champion de l'Elitserien avec le Färjestads BK. En 2005, il porte les couleurs des Capitals de Vienne avec qui il remporte le championnat d'Autriche. Il se joint alors à l'EC Red Bull Salzbourg et ajoute deux titres à son palmarès en 2007 et 2008.

## Carrière internationale
Kalt est un membre régulier de l'équipe d'Autriche de hockey sur glace en senior depuis 1993. Il est le capitaine de la sélection. Il compte plus de 150 sélections et a participé deux fois aux Jeux olympiques et douze fois au Championnat du monde de hockey sur glace. Il a participé aux Jeux olympiques d'hiver de 1994 et de 2002.

## Trophées et honneurs personnels
EBEL
- 2007-2008: Sélectionné dans l'équipe des meilleurs autrichiens pour le Match des étoiles.

Championnat du monde de hockey sur glace
- 2008: élu meilleur attaquant de la division 1A.
- 2008: meilleur buteur de la division 1A.

## Statistiques
| Saison    | Équipe                 | Ligue      |    | Saison régulière | Saison régulière | Saison régulière | Saison régulière | Saison régulière |   | Séries éliminatoires | Séries éliminatoires | Séries éliminatoires | Séries éliminatoires | Séries éliminatoires |
| Saison    | Équipe                 | Ligue      | PJ | B                | A                | Pts              | Pun              | PJ               | B | A                    | Pts                  | Pun                  |                      |                      |
| 1990-1991 | EC Klagenfurt AC       | Autriche   | 18 | 1                | 1                | 2                | 0                | -                | - | -                    | -                    | -                    |                      |                      |
| 1992-1993 | Klagenfurt AC          | Autriche   | 45 | 10               | 14               | 24               | 0                | -                | - | -                    | -                    | -                    |                      |                      |
| 1993-1994 | Klagenfurt AC          | Autriche   | 47 | 22               | 23               | 45               | 0                | -                | - | -                    | -                    | -                    |                      |                      |
| 1994-1995 | Klagenfurt AC          | Autriche   | 34 | 23               | 22               | 45               | 0                | -                | - | -                    | -                    | -                    |                      |                      |
| 1995-1996 | Klagenfurt AC          | Autriche   | 38 | 34               | 28               | 62               | 14               | -                | - | -                    | -                    | -                    |                      |                      |
| 1996-1997 | Adler Mannheim         | DEL        | 49 | 14               | 20               | 34               | 20               | 9                | 3 | 4                    | 7                    | 4                    |                      |                      |
| 1997-1998 | Adler Mannheim         | DEL        | 42 | 17               | 13               | 30               | 38               | -                | - | -                    | -                    | -                    |                      |                      |
| 1998-1999 | Klagenfurt AC          | Autriche   | 50 | 27               | 32               | 59               | 52               | -                | - | -                    | -                    | -                    |                      |                      |
| 1999-2000 | Ice Dogs de Long Beach | LIH        | 54 | 11               | 14               | 25               | 20               | -                | - | -                    | -                    | -                    |                      |                      |
| 2000-2001 | Kölner Haie            | DEL        | 33 | 9                | 10               | 19               | 24               | 3                | 2 | 0                    | 2                    | 2                    |                      |                      |
| 2001-2002 | Farjestads BK Karlstad | Elitserien | 49 | 21               | 18               | 39               | 43               | 10               | 6 | 3                    | 9                    | 6                    |                      |                      |
| 2002-2003 | Farjestads BK Karlstad | Elitserien | 49 | 18               | 14               | 32               | 59               | 14               | 4 | 1                    | 5                    | 10                   |                      |                      |
| 2003-2004 | Farjestads BK Karlstad | Elitserien | 45 | 2                | 9                | 11               | 26               | 17               | 2 | 0                    | 2                    | 12                   |                      |                      |
| 2004-2005 | Vienna Capitals        | Autriche   | 42 | 24               | 30               | 54               | 40               | 10               | 6 | 4                    | 10                   | 18                   |                      |                      |
| 2005-2006 | EC Red Bull Salzbourg  | Autriche   | 40 | 25               | 18               | 43               | 48               | 11               | 3 | 4                    | 7                    | 18                   |                      |                      |
| 2006-2007 | EC Red Bull Salzbourg  | Autriche   | 50 | 24               | 33               | 57               | 20               | 8                | 3 | 5                    | 8                    | 10                   |                      |                      |
| 2007-2008 | EC Red Bull Salzbourg  | Autriche   | 43 | 22               | 16               | 38               | 46               | 15               | 5 | 10                   | 15                   | 6                    |                      |                      |
| 2008-2009 | EC Red Bull Salzbourg  | Autriche   | 32 | 9                | 16               | 25               | 36               | -                | - | -                    | -                    | -                    |                      |                      |
| 2008-2009 | Luleå HF               | Elitserien | 7  | 2                | 0                | 2                | 4                | 5                | 0 | 0                    | 0                    | 2                    |                      |                      |
| 2009-2010 | EC Klagenfurt AC       | Autriche   | 50 | 14               | 18               | 32               | 38               | 6                | 3 | 4                    | 7                    | 4                    |                      |                      |
| 2010-2011 | EC Klagenfurt AC       | Autriche   | 42 | 16               | 18               | 34               | 32               | 16               | 3 | 3                    | 6                    | 8                    |                      |                      |
| 2011-2012 | EC Klagenfurt AC       | Autriche   | 42 | 4                | 17               | 21               | 16               | 16               | 3 | 5                    | 8                    | 10                   |                      |                      |